# Committee on Data for Science and Technology
CODATA (Committee on Data for Science and Technology) è un comitato interdisciplinare dell'ICSU (Comitato Internazionale di Scienza) fondato nel 1966. La sigla è rimasta ancora quella del precedente International Council of Scientific Unions. Il suo obiettivo è di migliorare la valutazione critica, la pubblicazione e la ricerca  su scienza e tecnologia.
La sezione CODATA sulle Costanti Fondamentali è stata istituita nel 1969; essa si propone di offrire, periodicamente, un insieme di valori fondamentali con i relativi fattori di conversione da usare in tutto il mondo. Il primo elenco fu pubblicato nel 1973, il secondo nel 1986, il terzo nel 1998, il quarto nel 2002, il quinto nel 2006, il sesto nel 2010, il settimo nel 2014 e l'ottavo nel 2018. Un nuovo aggiornamento è previsto nel 2022.